# Prachovice
Prachovice jsou obec v okrese Chrudim v Pardubickém kraji. Žije zde přibližně 1 400 obyvatel.

## Geografie
Obec Prachovice, obklopená rozsáhlými lesy, se nachází na levém břehu potoka Habřinka v Železných horách. Prachovice jsou konečnou stanicí železniční trati Přelouč–Prachovice. Východně od obce se na kopci Boukalka nachází rozsáhlý vápencový lom, severovýchodně je zázemí cementárny. Na jihovýchodě jsou to Bučina (606 metrů) a Kozí hřbet (535 metrů), jihozápadně Prachovický kopec (485 metrů) a na severozápadě Na Kobylách (537 metrů).
Na severu sousedí s Vyžicemi a Kostelcem u Heřmanova Městce, na východě s Vápenným Podolem, na jihovýchodě s městem Seč, na jihozápadě s městem Třemošnice a na severozápadě s obcí Míčov-Sušice.

## Historie
Předpokládá se, že obec vznikla z osady drtičů kamene pro stavbu Lichtenburku. První písemná zmínka o Práchovicích pochází z roku 1398 mezi lichtenburskými panstvími. V 16. století, kdy bylo panství Lichtenburg rozděleno, byla obec přidělena k panství Stolany. V roce 1608 prodal císař Rudolf II. stolanské panství Ladislavu Berkovi z Dubé, který jej spojil s panstvím Heřmanův Městec. Po smrti bezdětného Johanna Dietricha Berky von Dubá v roce 1636 přešlo panství Heřmanův Městec a panství Stolany na jeho sestru Annu Marii Josefínu z Khysla. V roce 1661 prodala panství Johannu von Šporkovi. Po smrti Jana Václava Šporka bylo panství v roce 1798 prodáno Filipu Antonovi z Greiffenclau a od roku 1828 patřilo knížatům Kinským.
V roce 1835 tvořila obec Prachovice v okrese Chrudim 46 domů, ve kterých žilo 361 obyvatel. Úřady v obci udržovaly domek správce, sklad dřeva a dvě vápenné pece. Vápencový masiv, který vystupuje z hor u Prachovic, byl pravidelně těžen a poskytoval dobrý vápenec a mramor. Hlavními zdroji příjmů bylo zemědělství na orné půdě, chov dobytka, drcení a pálení vápna a odvoz vápna. Farou a školou byl Podol. Až do poloviny 19. století zůstaly Prachovice podřízeny alodiálnímu panství Heřmanmiestetz.
Po zrušení patrimoniálních panství tvořily Prachovice od roku 1849 spolu s okresem Boukalka obec v okrese Chrudim. V roce 1865 byla v Práchovicích zahájena školní výuka v pronajatých prostorách. V následujícím roce byla dokončena přízemní školní budova. Od roku 1868 patřila obec k politickému okresu Chrudim. V roce 1881 byla rozšířena školní budova. V letech 1881–1882 byla vybudována železnice Přelouč–Kalkpodol s nákladní odbočkou z Tasovic do Prachovic. Současně byla vybudována železnice Čáslav–Závratec a pětikilometrová lanová dráha z vápencového lomu hraběte Kinského u Prachovic do Závratecké vápenky a železniční stanice Závratec. V roce 1910 měla obec 838 obyvatel. Dne 10. června 1920 po 18 letech úsilí obce zahájily ČSD osobní dopravu i na úseku mezi Tasovicemi a Prachovicemi. Při sčítání lidu v roce 1921 žilo v Prachovicích 734 obyvatel. V témže roce byla v budově školy otevřena základní ekonomická škola. Po akci německých okupantů proti základně partyzánské brigády Mistr Jan Hus u Lipovce našlo od ledna do dubna 1945 v Prachovicích útočiště asi 17 partyzánů.
V roce 1947 byly Prachovice připojeny k elektrické síti. Kvůli rozšíření vápencového lomu byla v 50. letech 20. století přemístěna obec Boukalka. V průběhu výstavby cementárny bylo v Prachovicích postaveno 280 bytů pro zaměstnance. V roce 1957 byla zbourána lanovka na Závratec. V témže roce byla postavena nová škola a stará školní budova byla zbořena. Mateřská škola byla dokončena v roce 1959 a sportovní stadion byl slavnostně otevřen v roce 1964. S podporou cementárny bylo v 70. letech 20. století postaveno 32 rodinných domů. Z důvodu rozšíření vápencového lomu bylo v roce 1975 vybudováno nové silniční spojení do Vápenného Podolu, které vede na jih kolem Bučiny. Sociální program spojený s výstavbou druhé cementárny vedl k výstavbě 128 moderních bytů, ubytovacího domu se 160 lůžky a polikliniky v Prachovicích. Při sčítání lidu v roce 1980 žilo ve 190 domech 1236 obyvatel; Z toho 118 domů byly rodinné domy. Kulturní dům Cementář byl otevřen v roce 1981. V roce 2011 byla ukončena osobní vlaková doprava mezi Heřmanovým Městcem a Prachovicemi.

## Obyvatelstvo
| Rok            | 1869 | 1880 | 1890 | 1900 | 1910 | 1921 | 1930 | 1950 | 1961  | 1970  | 1980  | 1991  | 2001  | 2011  | 2021  |
| -------------- | ---- | ---- | ---- | ---- | ---- | ---- | ---- | ---- | ----- | ----- | ----- | ----- | ----- | ----- | ----- |
| Počet obyvatel | 601  | 679  | 821  | 764  | 838  | 733  | 619  | 506  | 1 312 | 1 244 | 1 236 | 1 546 | 1 557 | 1 407 | 1 367 |
| Počet domů     | 57   | 64   | 79   | 85   | 97   | 101  | 120  | 115  | 173   | 163   | 191   | 243   | 257   | 262   | 274   |

## Obecní správa

### Obecní symboly
Znak a vlajka byly obci uděleny rozhodnutím předsedkyně Poslanecké sněmovny Parlamentu České republiky dne 18. května 2012.

## Pamětihodnosti
- Pomník obětem 2. světové války, nacházející se před školou.
- Kaple Nanebevzetí Panny Marie byla postavena v roce 1888 a vysvěcena 8. září 1891 biskupským vikářem Františkem Kvěchem z Přelouče. Autorem oltáře je malíř a řezbář Antonín Sucharda z Nové Paky. Varhany zhotovil Jan Tuček z Kutné Hory; Rekonstrukce probíhaly v letech 1940 a 2001–2002.
- Naučná stezka o historii těžby vápence.

## Rodáci
- Jiří Kajínek (* 1961), usvědčený dvojnásobný vrah a několikanásobný vězeňský uprchlík. O popularitu nesrovnalostí v jeho případu se postaral film Kajínek. V roce 2017 mu byla udělena prezidentská milost.

## Těžba vápence

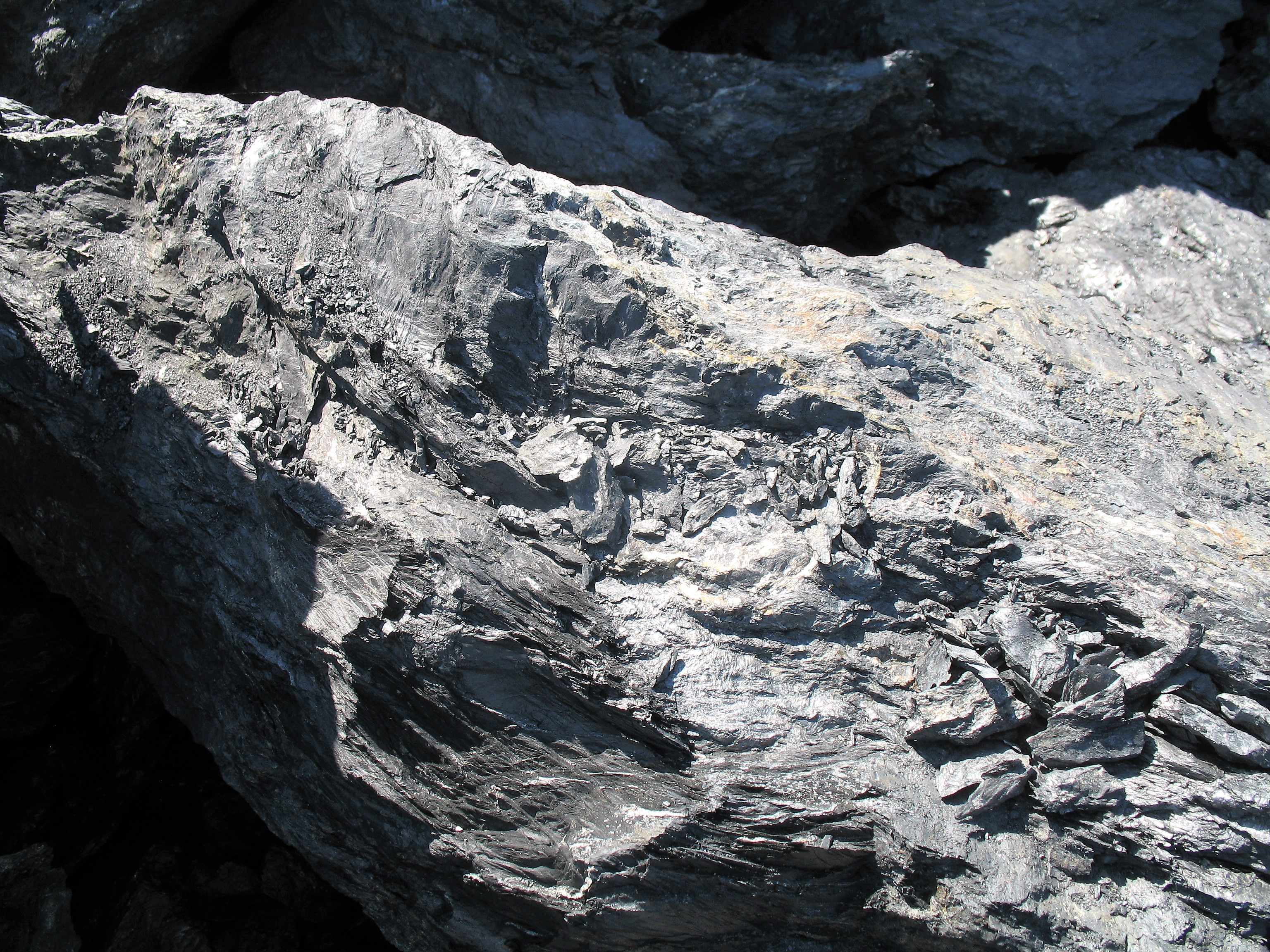
Vápenec s grafitem a pyritem

Těžba a zpracování vápence pravděpodobně začalo výstavbou Lichtenburku (Lichnice). Až do poloviny 19. století se skála lámala na prach a vypalovala v otevřených pecích vytápěných dřevem. V roce 1864 postavil Josef Klimpl kruhovou pec; V témže roce byla v Prachovicích založena společnost na výrobu vápna pod názvem "První spolek k vyrábění vápna ve Vápenném Podole". V roce 1873 byla postavena válcová pec.
V roce 1881 postavila Rakouská místní dráha z pověření hraběte Kinského z Heřmanova Městce lanovou dráhu z vápencového lomu Kinských do stanice Závratec, která byla v té době s délkou pět kilometrů nejdelší v Čechách. V roce 1891 převzal dopravní lanovku spolu se Závrateckou vápenkou vídeňský podnikatel David Berl; Hrabě Kinský již v roce 1882 dlouhodobě pronajal vápencový lom Berlovi. Josef Musil byl dalším významným podnikatelem v lomu na vápno. Ve 20. letech 20. století provozovala vápenku v Prachovicích firma J. Musil a syn. V roce 1932 předal Josef Musil pro nemoc svou firmu firmě D. Berl – Kalkbruche se sídlem v Praze. Vzhledem k tomu, že vápencové lomy D. Berla v té době těžily stále méně hospodárně, usilovala společnost o sloučení s vápenkou České obchodní společnosti ve Vápenném Podole a vytvoření akciové společnosti. Po arizaci firmy D. Berl se sídlem v Praze v roce 1939 převzala vápenné lomy společnost Königshofer Cement-Fabrik AG. Z prachovických vápencových lomů Králodvorských cementáren a.s., které byly v roce 1945 znárodněny, vznikla Pražovská cementárna a vápenice, n.p., která byla podřízena Českým cementárnám a vápenicím (CEVA). V roce 1949 bylo vydáno stavební povolení na cementárnu a vápenku včetně přeložky části železniční trati, přístupové cesty a Habřinka, rozšíření vápencového lomu a vytvoření svahu, ale i výstavba sídliště pro zaměstnance. Cementárna zahájila pravidelný provoz v dubnu 1956 s určitým zpožděním a nová vápenná pec byla uvedena do provozu v roce 1958.
Vzhledem k neustálému zvyšování spotřeby cementu byla v období od listopadu 1974 do června 1980 postavena druhá cementárna v Prachovicích. Současně byla stará továrna modernizována. Růst cen paliv a energií, technické problémy v paralelním provozu starých a nových závodů a nadhodnocení budoucích požadavků na cement vedly k uzavření a zachování staré továrny na začátku roku 1981, byl později postupně opuštěn. Od roku 1976 je skrývka z vápencového lomu využívána k zasypávání vápencových lomů v Podolu.
Po sametové revoluci byla cementárna v lednu 1990 oddělena od GŘ CEVA Praha a zpočátku fungovala jako samostatný státní podnik. V březnu 1991 byla transformována na státní akciovou společnost s cílem privatizace. V lednu 1992 získala třetinu akcií švýcarská Holderbank Financière Glarus AG a v následujících letech odkoupila další balíky akcií, čímž získala většinový podíl. Od roku 2002 patří společnost společnosti Holcim, která ji v roce 2015 prodala společnosti CEMEX.
Prachovický vápencový lom patří s rozlohou 111 hektarů k největším v České republice. V současné době probíhá demolice šesti pater. [6] Areál bývalého vápencového lomu na řece Boukalce u Vápenného Podolu slouží jako skládka.

## Mineralogická lokalita
Velkolom Prachovice je též významnou mineralogickou lokalitou. Z lomu pocházejí četné nálezy morfologicky pestrých kalcitových drúz, krystalů kalcitu a jejich dvojčat, a zároveň i vzorky pyritu a galenitu.
Kolem lomu prochází naučná stezka Historie vápenictví.